# Air Arabia
Air Arabia (arabisch العربية للطيران, DMG al-ʿArabiyya li-ṭ-ṭayarān) ist eine Billigfluggesellschaft aus den Vereinigten Arabischen Emiraten mit Sitz in Schardscha und Basis auf dem Flughafen Schardscha.

## Geschichte
Air Arabia wurde am 3. Februar 2003 von Sheikh Sultan bin Mohamed al-Qasimi, dem Emir des Emirats Schardscha, als erste Billigfluggesellschaft im Nahen Osten gegründet. Die Gesellschaft ist Mitglied der Arab Air Carriers Organization. Für das Jahr 2006 meldete Air Arabia einen Umsatz von 749,16 Millionen VAE-Dirham.
Am 19. Juni 2007 wurde die Gesellschaft als Air Arabia P.J.S.C. in den U.A.E. börsennotiert.
Im Januar 2015 übernahm Air Arabia 49 Prozent von Petra Airlines, der Name wurde daraufhin in Air Arabia Jordan geändert. Petra Airlines war für Air Arabia interessant, da Jordanien mit der Europäischen Union ein Open-Skies-Abkommen besitzt. Air Arabia Jordan hat den Flugbetrieb Anfang April 2018 eingestellt.
Zum 15-jährigen Jubiläum wurde am 28. Oktober 2018 eine neue Markenidentität vorgestellt. Die Möwe am Heck der Flugzeuge wurde größer gestaltet und ist nun rot auf weißem Hintergrund mit grauen Punkten hinter der Möwe (zuvor war die Möwe weiß auf rotem Hintergrund) und der Schriftzug ist nicht mehr „airarabia.com“ sondern „AirArabia“. Ab 2019 erhielt die Gesellschaft Airbus A321 und hatte insgesamt 55 Flugzeuge des Typs Airbus zur Verfügung. Im Dezember 2018 fiel betreffend der Erneuerung der Flotte die Entscheidung gegen die Boeing 737 MAX und Embraer-E2 und somit zugunsten der Airbus-A320neo.
Im Juli 2020 wurde die neue Tochterfirma Air Arabia Abu Dhabi gegründet.

## Tochtergesellschaften
Air Arabia hat Anteile an folgende Fluggesellschaften:
- Air Arabia Maroc SA (29 %)
- Air Arabia Egypt SAE (40 %)
- Air Arabia Abu Dhabi LLC (49 %)
- Air Arabia Maroc SA (44,13 %)
- Fly Jinnah (45 %)
- Armenian National Airlines („Fly Arna“) (49 %)

Ehemalige Tochtergesellschaften:
- Air Arabia Jordan LLC
- Fly Yeti

## Flugziele
Von Schardscha aus bedient Air Arabia verschiedene Ziele in Afrika, Asien und Europa. Im deutschsprachigen Raum werden Basel-Mülhausen, Frankfurt, München und Köln/Bonn und seit dem 18. September 2019 auch Wien angeflogen.

## Flotte
Mit Stand Dezember 2024 besteht die Flotte der Air Arabia aus 48 Flugzeugen mit einem Durchschnittsalter von 9,8 Jahren:
| Flugzeugtyp     | Anzahl | bestellt | Anmerkungen                   | Sitzplätze | Durchschnittsalter (Dezember 2024) |
| --------------- | ------ | -------- | ----------------------------- | ---------- | ---------------------------------- |
| Airbus A320-200 | 039    |          | 27 mit Sharklets ausgestattet | 162 168    | 10,8 Jahre                         |
| Airbus A321-200 | 03     |          |                               | 215        | 7,2 Jahre                          |
| Airbus A320neo  |        | 073      | Auslieferung ab 2024          | - offen -  |                                    |
| Airbus A321neo  |        | 027      | Auslieferung ab 2024          | - offen -  |                                    |
| Airbus A321LR   | 06     |          |                               | 215        | 4,9 Jahre                          |
| Airbus A321XLR  |        | 020      | Auslieferung ab 2024          | - offen -  |                                    |
| Gesamt          | 48     | 120      |                               |            | 9,8 Jahre                          |